# Francesc Roma i Casanovas
Francesc Roma i Casanovas (Sant Martí de Centelles, Osona, 1963) és un historiador, geògraf i excursionista català. És soci de la Societat Catalana de Geografia, del Patronat d'Estudis Osonencs i del Centre d'Estudis de Granollers i del Vallès Oriental.
Va estudiar història contemporània i sociologia. A principis dels anys noranta va començar a investigar la història de l'excursionisme a Catalunya i després va seguir amb l'estudi de la muntanya des del punt de vista de la nova geografia cultural. En el transcurs d'aquesta recerca va doctorar-se en geografia el 2000, primer a la Universitat Autònoma de Barcelona i el 2002 a l'École des Hautes Études en Sciences Sociales de París.
L'any 2010 es va doctorar en Ciències de l'Activitat Física i l'Esport a la Universitat Ramon Llull.
De les seves publicacions cal destacar Salvador Llobet i Reverter: la geografia entre ciència i passió (2000). Jaume Llobet i Llobet en diu: «Francesc Roma […] ha sabut, a partir d'un conjunt de fets, cites i opinions […] estructurar diverses facetes que componen el perfil del geògraf i de la persona de Salvador Llobet, en el qual reconec el ‘meu’ pare». Al seu llibre Del Paradís a la Nació. La muntanya a Catalunya. Segles XV-XX (2004), descriu el paper de la montanya en l recreació de la identitat catalana. «Des del segle xix per als intel·lectuals catalans, la montanya representa tota la puresa i totes les arrels de la pàtria que estan reinventant. […] després dels escriptors i pintors, les associacions excursionistes enriqueixen l'inventari de costums, monuments i paisatges identitaris de Catalunya.»

## Obres destades[2]
- El Montseny. 50 itineraris a peu (2004)
- Montserrat. Les 32 millors excursions i vies ferrades (2006)
- Josep Milà. L'amor a la muntanya neix fins i tot en temps de guerra (2008)
- Història social de l'excursionisme català. El franquisme (2008)
- La revolta dels aprenents. Industrialització i relacions sociolaborals a Osona. 1750-1900.
- Seduït per valls i cims: fotografies de Juli Soler i Santaló, 1865-1914 (dos volums) (2011), amb Ramon Barnada i Rodríguez, reedició de fotos de Juli Soler i Santaló del fons de l'arxiu del Centre Excursionista de Catalunya

Per una bibliografia més completa vegeu: «Obra de Francesc Roma i Casanovas» a Dialnet.

## Reconeixement
- 2011 Placa d'Honor de l'Agrupació Excursionista de Granollers.[9]
- 2011 Premi Plana de Vic per a l'estudi La revolta dels aprenents. Industrialització i relacions sociolaborals a Osona. 1750-190.[10]
- 2014 Premi Serret[11] amb un treball titulat Patrimoni Existencial de la Catalunya rural (publicat el 2017).[12]
- 2016 Premi Plana de Vic per un treball sobre els molins del Collsacabra[10] i el Premi Bonaplata.[13] El jurat d'aquest darrer premi en va reconèixer «la metodologia emprada per estudiar les rieres i realitzar un exhaustiu inventari».
- 2018 Premi Plana de Vic per a Abarracats. La pesta de 1650 – 1654 a la Muntanya Catalana de Girona a Manresa[10]